# Assistanat
L’assistanat désigne péjorativement un système de redistribution des richesses ou de solidarité qui aurait comme effet pervers de maintenir les allocataires dans leur situation de dépendance vis-à-vis de ce système.
Le terme est alors associé à celui d'« assisté », désignant les bénéficiaires ou, selon le point de vue, les victimes de ce type de système : bénéficiaires si l'on insiste sur l'avantage accordé (c'est en outre la terminologie officielle), victimes dans la mesure où le système encourage, permet ou oblige leur maintien dans une situation de dépendance sociale peu enviable. 
En comparaison, la protection sociale consiste en l'action ou l'ensemble d'actions menées par les institutions de l'État dans le but d'apporter des secours en faveur d'individus ou de groupes d'individus en situation de vulnérabilité, de manière temporaire ou permanente. Elle repose sur le principe de bienveillance, c'est-à-dire de compassion et de pitié, et se traduit par l'aumône ou l'aide apportée à ceux qui en ont besoin, comme une attitude de solidarité avec la souffrance des autres.

## Genèse de la notion
D'emploi récent, l'usage le plus courant du terme est celui d’une dénonciation politique des excès supposés d’une solidarité étatique, financée par des charges incombant à l'ensemble des contribuables. Cette solidarité aurait des effets pervers. Les individus assistés bénéficieraient d'une aide insuffisamment associée à des contraintes d'engagement ou des voies de sortie, et qui de fait les encouragerait à ne pas chercher à améliorer par eux-mêmes leur situation, ou les en empêcherait s'ils en avaient la volonté. L'assistanat tendrait à décourager l'initiative et le travail individuel. La situation d'assisté peut alors être dépeinte comme un état de dépendance, financière ou morale, de l'individu, un encouragement à la paresse pour ses détracteurs.

## Critiques de la notion et de ses usages
Face aux discours dénonçant l'assistanat, il est courant de rappeler l'importance du non-recours aux droits, les difficultés d’accès à l'emploi et au logement ainsi que les inégalités et les privations dont les plus pauvres demeurent victimes. De même, des sociologues spécialistes de la pauvreté battent en brèche l'idée que les plus pauvres feraient un usage irrationnel de leur argent et de leurs allocations.   
Pour le sociologue Loïc Wacquant, analysant le discours nord-américain en la matière dans le cadre de la promulgation de la « loi sur la responsabilité individuelle et le travail » de 1996, souligne combien ce discours remet « au goût du jour les stéréotypes malthusiens les plus éculés des "mauvais pauvres" » et « réaffirme la fiction selon laquelle il suffirait de raviver par la contrainte matérielle les "valeurs familiales" et l’ardeur au travail des assistés pour vaincre la pauvreté et la "dépendance" dont ils souffrent ».

## Détails par pays

### En France

#### Critique du RMI
De nombreuses personnalités politiques françaises de droite (par exemple Nicolas Sarkozy, Jean-Louis Borloo) et certaines de gauche (par exemple au PS avec Ségolène Royal, Malek Boutih) ont dénoncé des aspects du système de protection sociale français, qui, par des effets pervers de trappe à inactivité, encouragerait dans certaines situations le maintien hors du marché du travail plutôt que la reprise d'emploi.
L'idée d'assistanat fut mise en avant par plusieurs des candidats à l'élection présidentielle française de 2007.

#### Développement du RSA
À partir de 2007, le revenu de solidarité active se met en place au niveau national pour se substituer au RMI.
Le revenu de solidarité active (RSA), proposition inspirée du rapport remis en avril 2005 par la commission « Famille, vulnérabilité, pauvreté » présidée par Martin Hirsch, a précisément été conçu comme un mécanisme incitatif permettant de lutter contre l’assistanat en améliorant d’un tiers les ressources de bénéficiaires de minima sociaux reprenant un travail. L’allocation d’autonomie a, quant à elle, été conçue pour financer un projet de formation et favoriser la gestion des fonds alloués à leur formation et à leur insertion par les jeunes eux-mêmes. Son expérimentation dans certains départements est prévu dans la « loi TEPA » votée sous le gouvernement Fillon.
Le RSA est également critiqué pour être une forme de trappe à inactivité avec un nombre d'allocataire croissant.

#### 2019, réponse aux gilets jaunes
En 2019, pour répondre aux demandes ou aux attentes du mouvement des gilets jaunes, Edouard Philippe propose de s'attaquer à la question de l'assistanat avec des "contreparties" aux aides sociales.

#### Élections de 2022
Lors des élections de 2022, la candidat Emmanuel Macron promet ou envisage de conditionner le versement du RSA à 15 heures ou 20 heures d'activité par semaine.